# Понтіан
Святий Понтіа́н (лат. Pontianus ; ? — 28 вересня 235, Таволара) — вісімнадцятий папа Римський з 21 липня 230 рік по 28 вересня 235 року. Започаткував співання псалмів.

## Понтифікат
Понтифікат Понтіана був відносно мирним за царювання імператора Александра Севера і був відзначений засудженням Оригена на римському синоді, на якому Понтіан головував. Відповідно за істориком церкви Євсевієм Кесарійським, наступник Севера — імператор Максимін Фракієць скасував політику терпимості до християнства. У 235 році Понтіана і антипапу Св. Іполіта Римського разом з іншими діячами християнської церкви, було заарештовано і заслано на рудники Сардинії, що тоді було смертним вироком.
Там Понтіан та Іполіт примирилися наступним Папою обрано св. Антера.
Помер 235 або 236 року через нелюдське ставлення на місцевих копальнях. Його мощі за розпорядженням папи Римського Фабіана були перенесені до Риму та поховані у катакомбах святого Калліста. Могильна плита Понтіана була виявлена в 1909 році і мала напис грецькою: Ποντιανός Επίσκ (Pontianus Episk). Напис «MARTUR» («мученик») був доданий іншим почерком.
Його день відзначається католицькою церквою 13 серпня і 19 листопада.